# Астеносфера
Астеносфе́ра (от др.-греч. ἀσθενής «бессильный» и σφαῖρα «шар») — слой в верхней мантии планеты (в частности, Земли). Более пластична, чем соседние слои. Это даёт возможность блокам литосферы (твёрдой оболочки планеты) двигаться по ней, а также обеспечивает изостатическое равновесие этих блоков.

## Описание
Астеносфера наблюдается как слой пониженной скорости сейсмических волн (слой Гутенберга) и повышенной электропроводности. В результате более низкой, чем в выше и ниже лежащих слоях скорости сейсмических волн астеносфера является для них каналом, подобным подводному звуковому каналу для звуковых волн в океанах.
На Земле кровля астеносферы лежит на глубинах 100–120 км под материками и 50–60 км под океанами. Нижняя граница земной астеносферы проходит на глубине 250–350 км, по другим данным — до 200 км.